# Шёлдерле, Ингрид
И́нгрид Шёлдерле (нем. Ingrid Schölderle; 28 мая 1952, Нюрнберг, Бавария, Германия) — немецкая актриса.

## Биография
Ингрид Шёлдерле родилась 28 мая 1952 года в Нюрнберге (земля Бавария, Германия).
С 1980 года она снимается в кино. Она появилась в таких проектах как «Кафе «Лжесвидетельство»», «Деррик», «Баварец на Рюгене», «Хайди и Эрни», «Все мои дочери». Кроме того, она была активной в области современного танца и песни (блюз, рок и шансон).
На сегодняшний день, она сыграла более чем 90 ролей в фильмах, на телевидении и в театре. Шёлдерле имеет опыт работы в радиопьесах, как офф-комментатор и как пресс-секретарь рекламных роликов.